# Pim Fortuyn

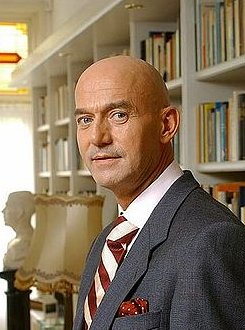
Pim Fortuyn, 2002

Pim Fortuyn (bürgerlich Wilhelmus Simon Petrus Fortuijn; * 19. Februar 1948 in Driehuis in der Gemeinde Velsen, Nordholland; † 6. Mai 2002 in Hilversum) war ein niederländischer Politiker der rechtspopulistischen LPF, Publizist und Soziologe.
Er vertrat kontroverse Standpunkte: Die multikulturelle Gesellschaft erklärte er für gescheitert, er war erklärter Gegner der Monarchie und der einflussreichen Position der Kirchen; er sprach sich gegen einen politischen Islam aus und für eine offene Gesellschaft, auch unter Hinweis auf seine eigene Homosexualität. Seine abwehrende Haltung zu Tierschutzthemen mit Aussagen wie „Wählt mich, dann dürft ihr Pelzmäntel tragen“ führte zu Kontroversen. Kurz vor der Wahl zum Parlament 2002 wurde er bei einem Attentat in Hilversum von einem militanten Tierrechtler erschossen.

## Leben
Fortuyn stammte aus einem katholisch-konservativen Elternhaus, der Vater war Handelsvertreter. Nach seinem Schulabschluss (1967) studierte er Soziologie, Geschichte, Rechtswissenschaften und Ökonomie zunächst an der Universität von Amsterdam und später an der Freien Universität Amsterdam. 1971 machte er in Soziologie seinen Studienabschluss und wurde 1980 an der Reichsuniversität Groningen bei Ger Harmsen im Fachbereich Soziologie promoviert, wo er von 1972 bis 1988 als Dozent tätig war, zunächst für marxistische Soziologie, später für Wirtschafts- und Sozialpolitik.
Während seiner Groninger Zeit interessierte er sich für marxistisch-leninistische Theorien und sympathisierte mit der CPN, einer kommunistischen Partei in den Niederlanden. Später wurde er aktives Mitglied der sozialdemokratischen PvdA. 1986 erhielt Fortuyn eine Stelle im Sozial-Ökonomischen Rat (SER) (Beratungsgremium von Arbeitgebern und Arbeitnehmerverbänden und Vertretern der Regierung) und 1989 wurde er Direktor der OV-Studentenkaart BV, der Zentralstelle zur Organisation der Studentenkarten für öffentliche Verkehrsmittel.
1988 zog Pim Fortuyn nach Rotterdam um, wo er von 1990 bis 1995 als außerordentlicher Professor an der Erasmus-Universität tätig war. Er publizierte seine Standpunkte in Büchern und Kolumnen. So schrieb er acht Jahre lang für die liberal-konservative Wochenzeitschrift Elsevier. In seinen Kolumnen trat er als Kritiker des sozialliberalen Kabinetts (im Volksmund „violettes Kabinett“ genannt) auf. 1992 schrieb er An das Volk der Niederlande, worin er sich selbst als Nachfolger des patriotischen Politikers Joan Derk van der Capellen tot den Pol bezeichnete, der im 18. Jahrhundert in einem gleichbetitelten Pamphlet gegen das politische Establishment protestiert hatte. 1995 erschien De verweesde samenleving („Herrenlose Gesellschaft“), 1997 Tegen de islamisering van onze cultuur („Gegen die Islamisierung unserer Kultur“).
Am 20. August 2001 gab er bekannt, dass er in die Politik gehen wolle. Wie es zu diesem Entschluss kam, schildert der deutsch-syrische Politikwissenschaftler und Publizist Bassam Tibi in der Zeit (23/2002) wie folgt:

„Im Mai 2000 nahm ich an einer Veranstaltung der 'Kulturhauptstadt Europa' in Rotterdam teil. Genau zu diesem Zeitpunkt erregten heftige Attacken des Imams von Rotterdam gegen Homosexuelle die Gemüter. Der Imam – der sich übrigens ausdrücklich nicht als europäischer Bürger, sondern als marokkanischer Muslim versteht – erklärte unter anderem: 'Die Schwulen müssen bekämpft werden; sie sind eine Gefahr für den Frieden.' Von solchen Äußerungen alarmiert, schrieb der Soziologieprofessor Pim Fortuyn ein Buch mit dem Titel 'Gegen die Islamisierung unserer Kultur'. Fortuyn, ein bekennender Homosexueller, ging in die Politik.“

Am 26. November des gleichen Jahres wurde er Spitzenkandidat der Partei Leefbaar Nederland (LN, deutsch Lebenswerte Niederlande), eine rechtsbürgerliche Partei, am 20. Januar 2002 ebenso von Leefbaar Rotterdam. Über den Islam sagte er: 

“Ik haat de islam niet. Ik vind het een achterlijke cultuur. Ik heb veel gereisd in de wereld. En overal waar de islam de baas is, is het gewoon verschrikkelijk. Al die dubbelzinnigheid. Het heeft wel iets weg van die oude gereformeerden. Gereformeerden liegen altijd. En hoe komt dat? Omdat ze een normen- en waardenstelsel hebben dat zo hoog ligt dat je dat menselijkerwijs niet kunt handhaven.”

„Ich hasse den Islam nicht. Ich finde, es ist eine zurückgebliebene Kultur. Ich bin viel in der Welt herumgekommen. Und überall wo der Islam das Sagen hat, ist es einfach nur schrecklich. Die ganzen Zweideutigkeiten. Es ist ein wenig wie bei den alten Reformierten. Reformierte lügen dauernd. Und warum ist das so? Weil sie ein System von Normen und Werten haben, das so hoch ist, dass man es menschlich betrachtet nicht einhalten kann.“

Fortuyn gab an, als bekennender Homosexueller fühle er sich persönlich bedroht, seitdem ein prominenter Imam ihm sagte, Schwule seien weniger wert als Schweine. Im Interview räumte Fortuyn ein, dass ihm seine Äußerungen über den Islam wahrscheinlich Probleme mit Leefbaar Nederland bereiten würden. Tatsächlich kam es auf Grund dieser Aussagen zum Bruch. Wenige Tage später gründete Fortuyn seine eigene rechtspopulistische Partei Lijst Pim Fortuyn. Im April 2002 veröffentlichte er sein elftes Buch: De puinhopen van acht jaar paars kabinet („Der Scherbenhaufen von acht Jahren violettem Kabinett“), das auch als Wahlprogramm eingesetzt wurde. Bei der Buchpräsentation warf ihm eine 27-jährige deutsche Studentin aus Protest eine Torte ins Gesicht.

### Ansichten
Im August 2001 zitierte ihn das Rotterdams Dagblad: „Ich bin auch für einen kalten Krieg mit dem Islam. Den Islam sehe ich als eine außerordentliche Bedrohung an, als eine feindliche Gesellschaft.“ Verschiedene Organisationen zeigten ihn wegen dieser Äußerung an mit Verweis auf das niederländische Antidiskriminierungsgesetz. Die Anzeigen blieben jedoch erfolglos, da Fortuyns Aussagen vom Grundrecht auf freie Meinungsäußerung gedeckt waren. Am 9. Februar 2002 sagte er in einem Interview mit der linksliberalen Tageszeitung de Volkskrant, dass die Niederlande mit 16 Millionen Einwohnern nicht weiter aufnahmefähig und vierzigtausend Asylbewerber pro Jahr nicht hinnehmbar seien. Außerdem meinte er, es sei besser, den ersten Artikel der niederländischen Verfassung zu streichen („Niemand darf diskriminiert werden“), als die Freiheit der Meinungsäußerung einzuschränken.
Fortuyn war erklärter Republikaner und Mitglied der Republikeins Genootschap, eines Vereines zur Abschaffung der Monarchie. Allerdings unterstützen mehr als 80 % der Bevölkerung die Monarchie. Darauf angesprochen erklärte er, die staatsrechtlichen Verhältnisse in den Niederlanden und die niederländische Verfassung zu respektieren, er wünsche sich jedoch eher heute als morgen einen gewählten Präsidenten anstatt eine durch Erbrecht bestimmte Königin. Fortuyn war außerdem Befürworter des US-amerikanischen Zweiparteiensystems.

### Einfluss
„Wenn Fortuyn auch nie regiert hat, so hat er doch bleibende Veränderungen bewirkt“, schreibt der Historiker und Niederlande-Experte Christoph Driessen. „Seine eigene Liste Pim Fortuyn verschwand zwar bald von der Bildfläche, aber der Rechtspopulismus etablierte sich als fester Bestandteil der Politik. Sein Potenzial umfasst etwa 20 Prozent der Wähler. Fortuyns Erbe wurde Geert Wilders.“

### Bewertung
Fortuyn „widersprach einfach allem, was man bis dahin mit den Niederlanden assoziierte“, kommentiert Christoph Driessen. In einem für seine Stabilität bekannten Land wirbelte er die gesamte Parteienlandschaft durcheinander. Die politische Kultur war gekennzeichnet von Sachlichkeit und Kompromissbereitschaft, Fortuyn aber „war ein Polemiker, der Konflikt statt Konsens forderte. Er war ein guter Redner, benutzte keine Fachsprache und kannte keine Tabus. Dies wurde von vielen Niederländern als wohltuend empfunden. Im Rückblick erscheint sein Auftreten umso unwirklicher, da es sich auf wenige Monate beschränkte, von Ende 2001 bis Mai 2002.“ Dies habe seine „Erlöser-Aura“ noch verstärkt. Driessen bilanziert: „Fortuyn war kein von Volk und Vaterland schwafelnder Rassist, aber er war ein Demagoge und Populist. Er nahm Stimmungen aus der Bevölkerung auf, vereinfachte, diffamierte, bot jedoch keine Lösungen an. (...) Fortuyn hatte kein wirkliches Programm, noch nicht einmal eine Vision, nur eine nostalgische Sehnsucht nach einem Land, das es so nie gegeben hatte: ein Holland ohne Fremde und Kriminalität, aber gleichzeitig liberal und modern.“

### Politische Karriere
- Aktives Mitglied der PvdA bis 1989, danach VVD-Mitglied
- Spitzenkandidat für Leefbaar Nederland (gewählt am 26. November 2001 für die Parlamentswahlen vom 15. Mai 2002)
- Spitzenkandidat für Leefbaar Rotterdam für die Gemeinderatswahlen im März 2002 (die Partei erreichte ca. 30 % der Sitze)
- Spitzenkandidat für Lijst Pim Fortuyn ab 11. Februar 2002

## Attentat

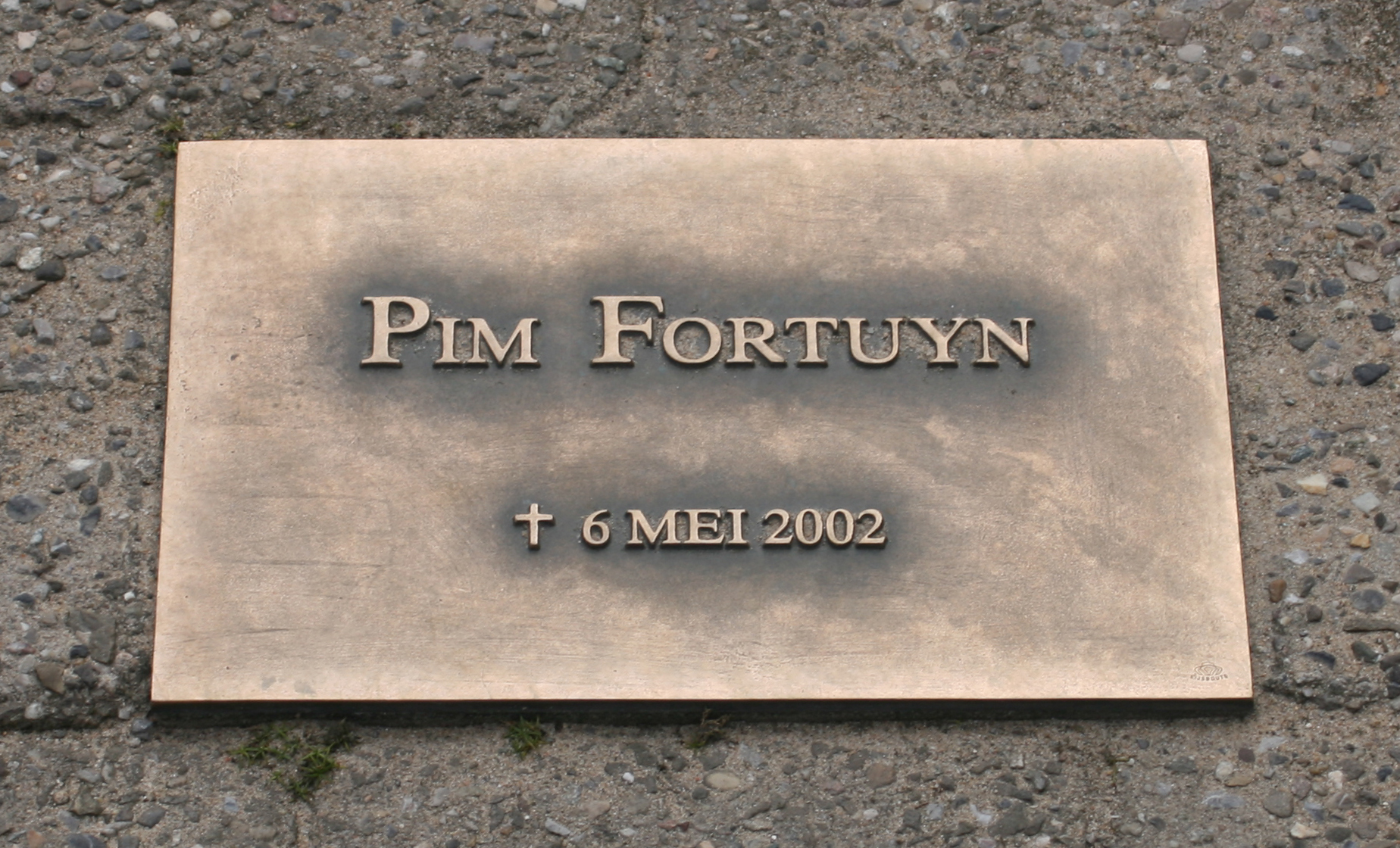
Gedenktafel am Ort des Attentats

Am 6. Mai 2002, kurz vor den Parlamentswahlen, wurde Fortuyn auf dem Weg zu seinem Auto von einem Mann niedergeschossen. Fortuyn starb kurz nach dem Anschlag. Nach Bekanntwerden des Attentats zogen einige seiner Anhänger randalierend durch die Innenstadt von Den Haag und lieferten sich in der folgenden Nacht heftige Straßenschlachten mit der Polizei. Um Ausschreitungen gegenüber Ausländern zu verhindern, wies ein Sprecher des niederländischen Innenministeriums wiederholt darauf hin, dass es sich bei dem Attentäter nicht um einen Ausländer, sondern um einen „weißen Niederländer“ gehandelt hatte. Der Attentäter Volkert van der Graaf war Aktivist verschiedener Umweltschutzorganisationen.

### Begräbnis

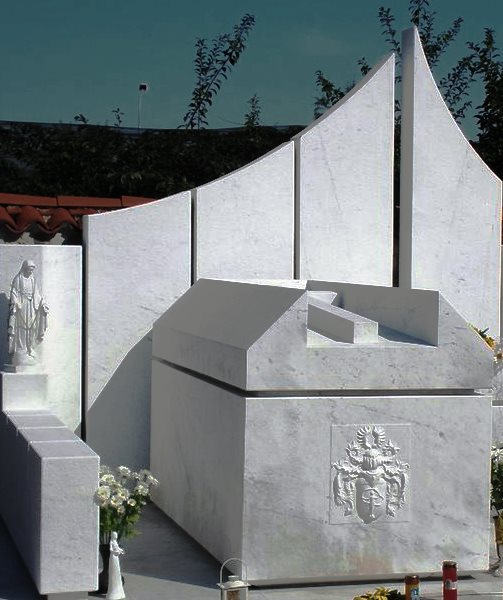
Fortuyns Grabdenkmal, Provesano

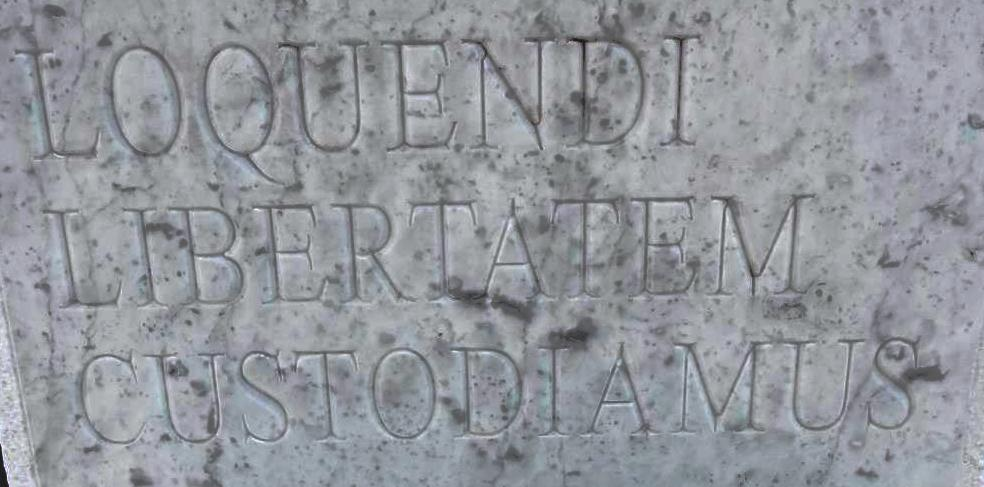
Inschrift auf Fortuyns Grabdenkmal: „Loquendi libertatem custodiamus“ („Verteidigen wir die Meinungsfreiheit!“)

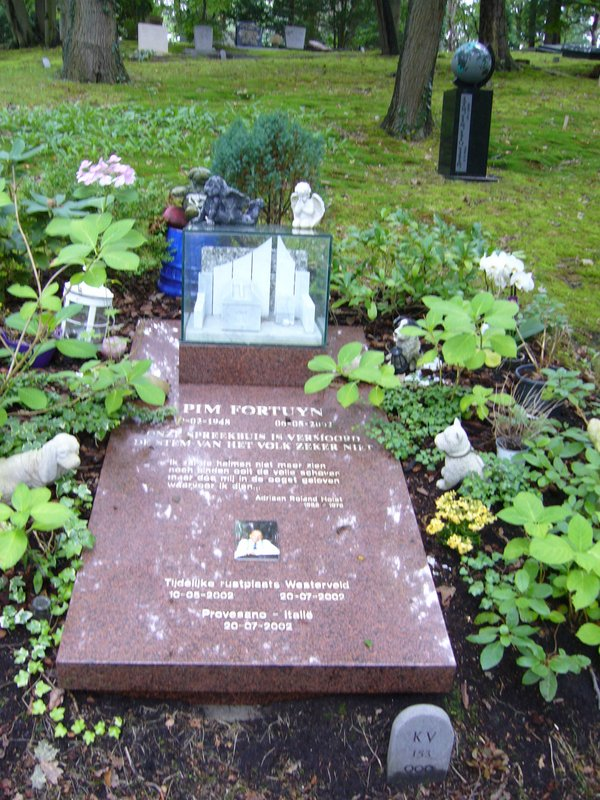
Ehemaliges Grab in Westerveld

Fortuyn wurde am 10. Mai 2002 auf dem Friedhof Westerveld in Driehuis in der Provinz Noord-Holland nach römisch-katholischem Ritus beigesetzt. Das Begräbnis in den Niederlanden wuchs sich teilweise zu einer politischen Demonstration aus. Unter Applaus wurden Blumen auf den Leichenwagen geworfen. Dies wurde von vielen politischen Beobachtern als Traditionsbruch gewertet.
Seinem Willen entsprechend wurde sein Leichnam am 20. Juli 2002 nach Provesano in der Gemeinde San Giorgio della Richinvelda in der italienischen Region Friaul-Julisch Venetien überführt. Er liegt auf dem Friedhof in Provesano begraben. In Provesano hatte Fortuyn auch ein Haus. Sein fünf Meter breites und drei Meter hohes Grabmal wurde aus 320 Tonnen Carrara-Marmor gehauen und mit einem großen Kreuz gekrönt. Am Fuß befindet sich das Wappen der Familie Fortuyn und ein Epitaph mit folgender Inschrift in lateinischer Sprache: „Loquendi libertatem custodiamus“ („Verteidigen wir die Meinungsfreiheit!“). Der Steinmetz Bruno Ambrosios, der jahrelang mit Fortuyn befreundet war, erklärt, Provesano habe seinen Freund „geliebt und respektiert“. Ambrosios hielt auch zusammen mit Fortuyns früherem Mitarbeiter Jean Hooft die Totenrede in italienischer und niederländischer Sprache. Auf Wunsch Fortuyns wurde das Ave Maria von Franz Schubert gespielt. Auf dem Friedhof in Westerveld verblieb nur ein Gedenkstein.

### Die Folgen

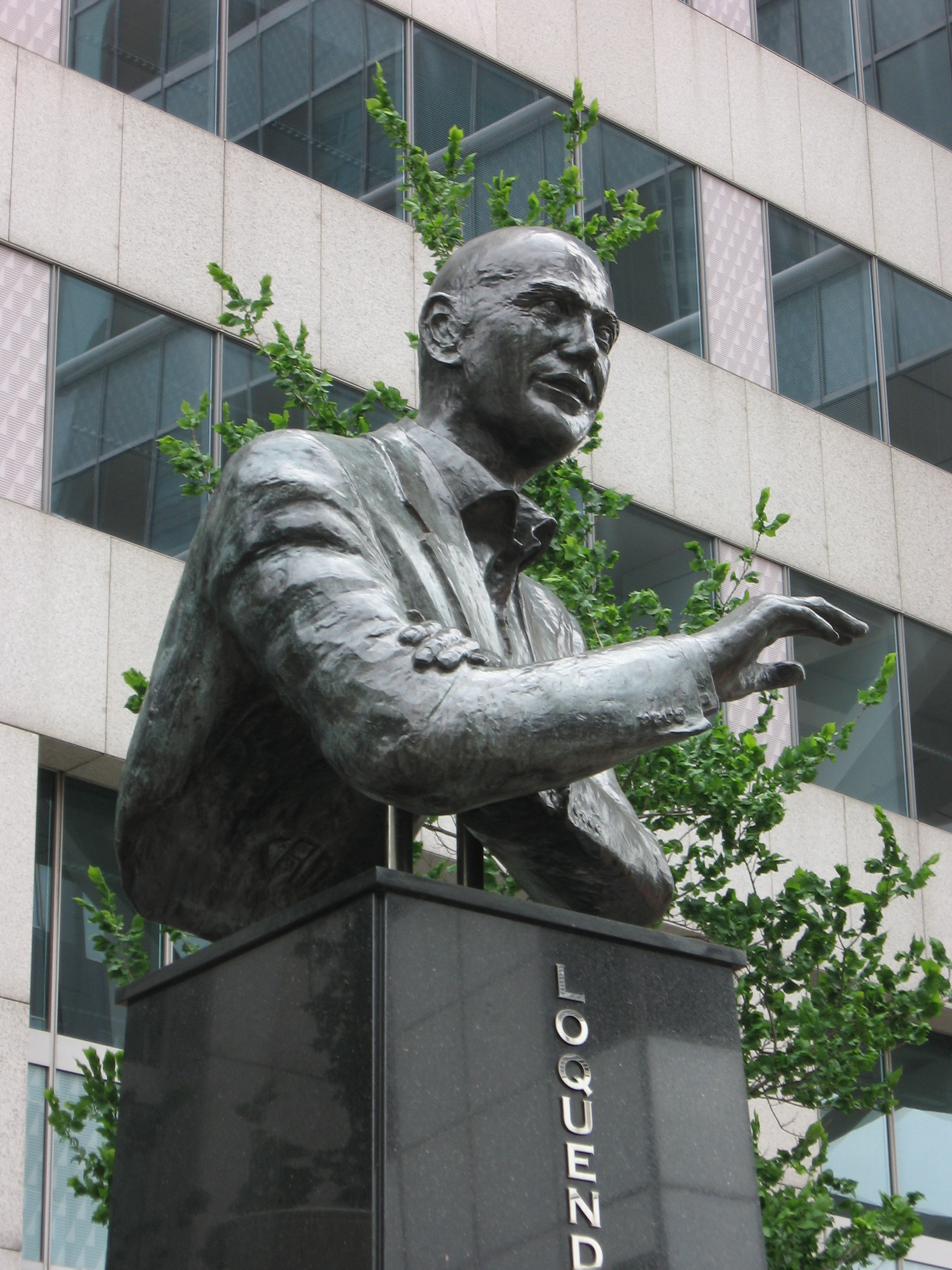
Pim-Fortuyn-Denkmal, Rotterdam

Es entstanden zahlreiche Verschwörungstheorien, die die niederländische Politik nachhaltig beeinflussten. Der damalige Chef der sozialdemokratischen Arbeiterpartei Ad Melkert sagte: „Die Niederlande haben ihre Unschuld verloren.“ Auch viele ausländische Medien interessierten sich für den Anschlag. Am Tag nach dem Attentat beschloss das Kabinett Kok II, nach vorangehender Beratung mit Vertretern der LPF, dass die Parlamentswahlen am 15. Mai wie geplant stattfinden sollten. Die Wahlkampagnen wurden für eine Woche unterbrochen. Der Satz „Pim had het zo gewild“ („Pim hätte es so gewollt“) wird noch immer von Fortuyn-Anhängern und Karikaturisten verwendet.
Es schloss sich eine Diskussion darüber an, ob linke Kritiker von Fortuyn eine Art indirekter Mitschuld an dem Attentat hätten.
Der Pressesprecher der LPF, Mat Herben, kündigte an, dass Pim Fortuyn bis nach den Wahlen postum Spitzenkandidat bleiben solle. Erst nach den Wahlen sollte Herben ihn als Fraktionsvorsitzenden ablösen. Die LPF wurde nach erfolgreichen Wahlen vom neuen Ministerpräsidenten Jan Peter Balkenende in die Regierung aufgenommen, aber die Unerfahrenheit und Zerstrittenheit der meisten LPF-Parlamentarier untereinander führte schon nach 87 Tagen zum Sturz des Kabinetts. Bei der Neuwahl 2003 brach die Zustimmung der Wähler drastisch ein, die LPF verschwand bei den Parlamentswahlen von 2006 gänzlich aus dem Parlament und löste sich zum 1. Januar 2008 schließlich auf. Es entstanden noch im Verlauf ihres Niedergangs mehrere Nachfolgeparteien, von denen heute nur die Partij voor de Vrijheid von Geert Wilders im Parlament vertreten ist. Ahmed Aboutaleb, sozialdemokratischer Bürgermeister von Rotterdam, sagte 2009, Fortuyn sei „ein Anhänger demokratischer Prinzipien“ gewesen, der die Meinungsfreiheit „mit Feuer und Schwert“ verteidigt habe.

### Der Attentäter
Volkert van der Graaf (* 9. Juli 1969 in Middelburg), der Fortuyn auf dem Parkplatz des Rundfunk- und Fernsehzentrum in Hilversum erschossen hat, war als veganer und militanter Tierrechtler bei verschiedenen radikalen Tierrechts- und Umweltorganisationen tätig. Er hatte an der landwirtschaftlichen Universität Wageningen studiert und war Gründungsmitglied der Vereniging Milieu-Offensief und der Animal Liberation Front in der niederländischen Provinz Zeeland. Zwischen 1992 und dem Anschlag auf Fortuyn strengte die Vereniging Milieu-Offensief 2220 umweltrechtliche Verfahren gegen Massentierhalter und kleinere Viehzuchtbetriebe an. Van der Graaf stand mutmaßlich vor der Tat unter Überwachung durch niederländische Staatsorgane.
Van der Graaf verweigerte zunächst die Aussage zu seinen Motiven und sagte später im Prozess 2003 aus, „Muslime schützen“ zu wollen. Fortuyn habe diese als „Sündenböcke“ benutzt und sich auf Kosten der „schwächsten Teile der Gesellschaft“ politisch profiliert. Außerdem sei Fortuyn eine „Gefahr für die Gesellschaft“ gewesen. In Vernehmungen äußerte van der Graaf, dass er schon ein halbes Jahr lang überlegt habe, wie er Fortuyns Aktivitäten stoppen und ihn zum Schweigen bringen könne, es fiel ihm später auch schwer, sich von dem Attentat zu distanzieren. Familienangehörige Fortuyns trugen während der Verhandlung Pelzkleidung, um dem Tierrechtler gegenüber ihre Präsenz und Abscheu zu zeigen.
Am 15. April 2003 wurde der Täter von einem Gericht in Amsterdam zu 18 Jahren Gefängnis verurteilt. Ein Gutachten bescheinigte ihm zwar eine zwanghafte Persönlichkeitsstörung, ließ aber keine Zweifel an seiner Schuldfähigkeit zur Tatzeit aufkommen. Ein Asperger-Syndrom wurde als Schuldminderung ausgeschlossen. Nach niederländischem Recht ist eine Entlassung nach frühestens zwei Dritteln der Strafzeit möglich, und dementsprechend wurde van der Graaf nach zwölf Jahren am 2. Mai 2014 unter Auflagen, einschließlich des Tragens einer elektronischen Fußfessel, entlassen. Gerichtlich setzte er durch, dass eine elektronische Fußfessel, mit der Bewährungsauflagen kontrolliert werden sollten, „unverhältnismäßig“ sei. Ende April 2020 liefen die letzten Bewährungsauflagen aus.